# Ruisseau des Rejets
Le ruisseau des Rejets est une rivière française du département des Ardennes de la région Grand-Est, en ancienne région Champagne-Ardenne et un affluent gauche de la Meuse.

## Géographie
De 8,6 kilomètres de longueur, le ruisseau des Rejets prend sa source au sud de la commune de Gruyères à 212 mètres d'altitude.
Le ruisseau des Rejets coule globalement du sud-ouest vers le nord-est.
Le ruisseau des Rejets conflue, en rive gauche de la Meuse, sur la commune de Prix-lès-Mézières, à 143 mètres d'altitude, à l'est de Charleville-Mézières.
Les cours d'eau voisins sont, dans le sens des aiguilles d'une montre, la Meuse au nord et nord-est, la Vence à l'est, au sud-est, au sud et au sud-ouest, le ruisseau de la Pierre Plate, un affluent du Thin, et le Thin au nord-ouest.

### Communes et cantons traversés
Dans le seul département des Ardennes (08), le ruisseau des Rejets traverse les cinq communes suivantes, dans le sens amont vers aval, de Gruyères (source), Fagnon, Warnécourt, Warcq, Prix-lès-Mézières (confluence).
Soit en termes de cantons, le ruisseau des Rejets traverse trois cantons, prend source dans le canton de Signy-l'Abbaye  traverse le canton de Nouvion-sur-Meuse, conflue dans le canton de Charleville-Mézières-1, le tout dans l'arrondissement de Charleville-Mézières.

### Bassin versant
Le Ruisseau des Rejets traverse une seule zone hydrographique La Meuse de la Vence à la Sormonne (B540), de 6 727 km2 de superficie.

### Organisme gestionnaire
L'organisme gestionnaire est l'EPTB EPAMA Etablissement public d'Aménagement de la Meuse et de ses affluents et le ruisseau des Rejets fait partie de la zone La Meuse du confluent de la Chiers au confluent de la Semoy.

## Affluents
Le ruisseau des Rejets a un seul tronçon affluent référencé :
- le ruisseau de Warmécourt (rd) 2,5 km, sur la seule commune de Warnécourt.

Le rang de Strahler est donc de deux.